# 3907 Kilmartin
3907 Kilmartin eller A904 PC är en asteroid i huvudbältet, som upptäcktes 14 augusti 1904 av den tyske astronomen Max Wolf i Heidelberg. Den är uppkallad efter den nyzeeländska astronomen Pamela M. Kilmartin.
Asteroiden har en diameter på ungefär 8 kilometer.